# Pavel Richter (Autor)

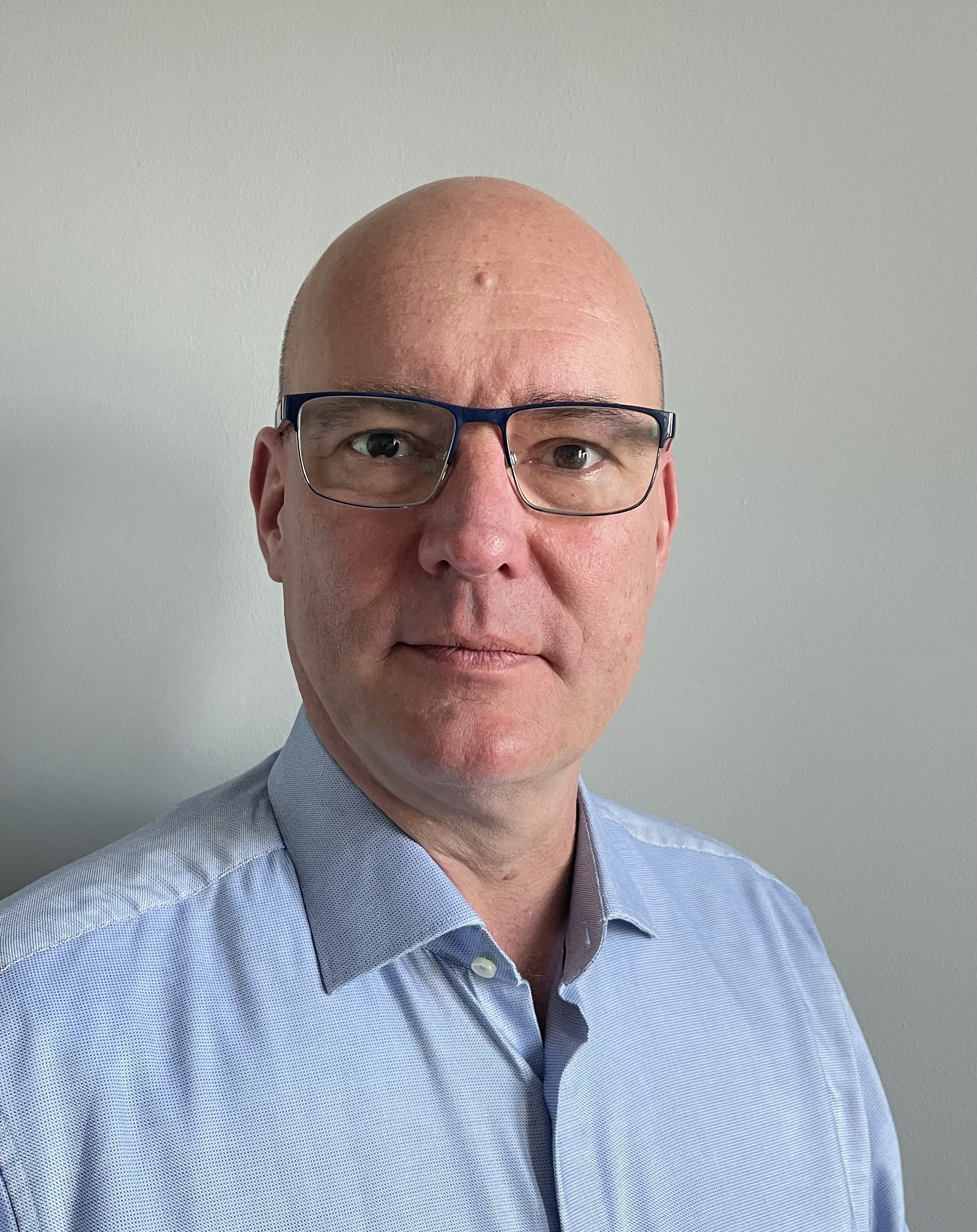
Pavel Richter (2024)

Andreas Pavel Richter (* 7. Februar 1969 in Göttingen) ist ein deutscher Autor eines Sachbuchs.

## Leben
Pavel Richter ist einer von zwei Söhnen des Bremer Literaturwissenschaftlers und Autors Dieter Richter. Er studierte Politikwissenschaft, Geschichte sowie Öffentliches Recht in Freiburg und Bielefeld sowie an der Universität Ottawa. Das Studium schloss er mit einem Magister artium ab. Anschließend war er als Unternehmensberater mit Schwerpunkt auf Projektmanagement bei diversen Banken tätig, insbesondere im Bereich SAP.
Im August 2009 wurde Richter hauptamtlicher Geschäftsführer des Vereins Wikimedia Deutschland und war für den Betrieb von dessen Geschäftsstelle mit damals 12 Mitarbeitern verantwortlich. Von 2011 bis Ende August 2014 war er alleinvertretungsberechtigter Vorstand des Vereins sowie alleinvertretungsberechtigter Geschäftsführer von dessen Tochtergesellschaft, der Wikimedia Fördergesellschaft. Wikimedia Deutschland trennte sich 2014 von ihm, als das Vereinspräsidium eine strategische Neuausrichtung anstrebte.
Richter verfasste das Sachbuch Die Wikipedia-Story. Biografie eines Weltwunders, das 2020 erschien. Das Werk wurde von mehreren Medien besprochen, darunter die Frankfurter Allgemeine Zeitung und der Mitteldeutsche Rundfunk.
Richter gehörte von Januar 2013 bis Ende Dezember 2018 dem Beirat von Transparency International Deutschland an. Parallel dazu war er von Mai 2015 bis Oktober 2017 CEO der Open Knowledge Foundation. Von August 2018 bis September 2021 leitete er als Mitglied der Geschäftsleitung die Digitalstrategie und die Verwaltung beim Bundesverband Deutscher Stiftungen.
Pavel Richter ist verheiratet und lebt in Berlin, wo er seit Oktober 2022 eine Unternehmensberatung mit Schwerpunkt rund um die Wikipedia betreibt.

## Veröffentlichungen
Sachbuch
- Die Wikipedia-Story. Biografie eines Weltwunders. Campus, Frankfurt am Main 2020, ISBN 978-3-593-51406-2.

Aufsatz
- Die Außerparlamentarische Opposition in der Bundesrepublik Deutschland 1966 bis 1968. In: Geschichte und Gesellschaft, Sonderheft. Band 17: 1968 – Vom Ereignis zum Gegenstand der Geschichtswissenschaft. Vandenhoeck & Ruprecht, Göttingen 1998, S. 35–55, JSTOR:40194865.